# مجلس الشورى البحريني 1992
مجلس الشورى البحريني 1992 ، تشكل المجلس في 27 ديسمبر 1992 بموجب الأمر الأميري رقم 12 لسنة 1992 الذي أصدره صاحب السمو الشيخ عيسى بن سلمان آل خليفة أمير دولة البحرين أنذاك  ويعتبر هاذا المجلس أول مجلس شورى تم تشكيله في تاريخ البحرين وعقد المجلس جلسته الأولى في يوم السبت 16 يناير 1993 وأنتهت مدة المجلس في 25 سبتمبر 1996 وترأس المجلس إبراهيم محمد حميدان  وكما أختار المجلس خلال جلسته الأولى قاسم محمد فخرو نائباً أول للرئيس. 

## أعضاء مجلس الشورى

### أعضاء مجلس الشورى بعد تعديل تشكيلة المجلس 26 أغسطس 1995 وحتى نهاية مدة المجلس[3]
| الأسم                       | تولى المنصب    |
| --------------------------- | -------------- |
| إبراهيم محمد حميدان         | 27 ديسمبر 1992 |
| الشيخ أبراهيم محمد المحمود  | 27 ديسمبر 1992 |
| أحمد سلمان كمال             | 27 ديسمبر 1992 |
| أحمد منصور العالي           | 27 ديسمبر 1992 |
| تقي محمد البحارنة           | 27 ديسمبر 1992 |
| جاسم محمد الصفار            | 27 ديسمبر 1992 |
| جاسم محمد فخرو              | 27 ديسمبر 1992 |
| جلال محمد يوسف              | 27 ديسمبر 1992 |
| جمال محمد فخرو              | 27 ديسمبر 1992 |
| حميد محمد العريض            | 27 ديسمبر 1992 |
| خليفة أحمد البنعلي          | 27 ديسمبر 1992 |
| خليفة أحمد الظهراني         | 27 ديسمبر 1992 |
| راشد عبدالرحمان الزياني     | 27 ديسمبر 1992 |
| الدكتور شوقي محمد الدلال    | 27 ديسمبر 1992 |
| الشيخ عبدالحسين خلف العصفور | 27 ديسمبر 1992 |
| عبدالله أحمد بن هندي        | 27 ديسمبر 1992 |
| علي محمد جبر المسلم         | 27 ديسمبر 1992 |
| الدكتور علي محمد مطر        | 27 ديسمبر 1992 |
| عبدالغفار عبدالحسين عبدالله | 27 ديسمبر 1992 |
| فاروق يوسف خليل المؤيد      | 27 ديسمبر 1992 |
| فوزي أحمد كانو              | 27 ديسمبر 1992 |
| الدكتور فيصل سعيد الزيرة    | 27 ديسمبر 1992 |
| محمد حسن كمال الدين         | 27 ديسمبر 1992 |
| محمد حسن دواني              | 27 ديسمبر 1992 |
| محمد عبدالله المطوع         | 27 ديسمبر 1992 |
| محمد عبدالله المناعي        | 27 ديسمبر 1992 |
| محمد عبدالله ملا هرمس       | 27 ديسمبر 1992 |
| عبدالله منصور عيسى          | 25 مارس 1995   |
| سمير أبراهيم رجب            | 26 أغسطس 1995  |
| عبدالله حسين الدرازي        | 26 أغسطس 1995  |

### أعضاء مجلس الشورى بعد تعديل تشكيلة المجلس 25 مارس 1995[4]
| الأسم                       | تولى المنصب    |
| --------------------------- | -------------- |
| إبراهيم محمد حميدان         | 27 ديسمبر 1992 |
| الشيخ أبراهيم محمد المحمود  | 27 ديسمبر 1992 |
| أحمد سلمان كمال             | 27 ديسمبر 1992 |
| أحمد منصور العالي           | 27 ديسمبر 1992 |
| تقي محمد البحارنة           | 27 ديسمبر 1992 |
| جاسم محمد الصفار            | 27 ديسمبر 1992 |
| جاسم محمد فخرو              | 27 ديسمبر 1992 |
| جلال محمد يوسف              | 27 ديسمبر 1992 |
| جمال محمد فخرو              | 27 ديسمبر 1992 |
| حميد محمد العريض            | 27 ديسمبر 1992 |
| خليفة أحمد البنعلي          | 27 ديسمبر 1992 |
| خليفة أحمد الظهراني         | 27 ديسمبر 1992 |
| راشد عبدالرحمان الزياني     | 27 ديسمبر 1992 |
| الدكتور شوقي محمد الدلال    | 27 ديسمبر 1992 |
| الشيخ عبدالحسين خلف العصفور | 27 ديسمبر 1992 |
| عبدالنبي عبدالله الشعلة     | 27 ديسمبر 1992 |
| عبدالله أحمد بن هندي        | 27 ديسمبر 1992 |
| علي صالح الصالح             | 27 ديسمبر 1992 |
| علي محمد جبر المسلم         | 27 ديسمبر 1992 |
| الدكتور علي محمد مطر        | 27 ديسمبر 1992 |
| عبدالغفار عبدالحسين عبدالله | 27 ديسمبر 1992 |
| فاروق يوسف خليل المؤيد      | 27 ديسمبر 1992 |
| فوزي أحمد كانو              | 27 ديسمبر 1992 |
| الدكتور فيصل سعيد الزيرة    | 27 ديسمبر 1992 |
| محمد حسن كمال الدين         | 27 ديسمبر 1992 |
| محمد حسن دواني              | 27 ديسمبر 1992 |
| محمد عبدالله المطوع         | 27 ديسمبر 1992 |
| محمد عبدالله المناعي        | 27 ديسمبر 1992 |
| محمد عبدالله ملا هرمس       | 27 ديسمبر 1992 |
| عبدالله منصور عيسى          | 25 مارس 1995   |

### أعضاء مجلس الشورى خلال الفترة 27 ديسمبر 1992 حتى مارس 1995[1]
| الأسم                       | تولى المنصب    |
| --------------------------- | -------------- |
| إبراهيم محمد حميدان         | 27 ديسمبر 1992 |
| الشيخ أبراهيم محمد المحمود  | 27 ديسمبر 1992 |
| أحمد سلمان كمال             | 27 ديسمبر 1992 |
| أحمد منصور العالي           | 27 ديسمبر 1992 |
| تقي محمد البحارنة           | 27 ديسمبر 1992 |
| جاسم محمد الصفار            | 27 ديسمبر 1992 |
| جاسم محمد فخرو              | 27 ديسمبر 1992 |
| جلال محمد يوسف              | 27 ديسمبر 1992 |
| جمال محمد فخرو              | 27 ديسمبر 1992 |
| حميد محمد العريض            | 27 ديسمبر 1992 |
| خليفة أحمد البنعلي          | 27 ديسمبر 1992 |
| خليفة أحمد الظهراني         | 27 ديسمبر 1992 |
| راشد عبدالرحمان الزياني     | 27 ديسمبر 1992 |
| الدكتور شوقي محمد الدلال    | 27 ديسمبر 1992 |
| الشيخ عبدالحسين خلف العصفور | 27 ديسمبر 1992 |
| عبدالنبي عبدالله الشعلة     | 27 ديسمبر 1992 |
| عبدالله أحمد بن هندي        | 27 ديسمبر 1992 |
| السيد علوي مكي الشرخات      | 27 ديسمبر 1992 |
| علي صالح الصالح             | 27 ديسمبر 1992 |
| علي محمد جبر المسلم         | 27 ديسمبر 1992 |
| الدكتور علي محمد مطر        | 27 ديسمبر 1992 |
| عبدالغفار عبدالحسين عبدالله | 27 ديسمبر 1992 |
| فاروق يوسف خليل المؤيد      | 27 ديسمبر 1992 |
| فوزي أحمد كانو              | 27 ديسمبر 1992 |
| الدكتور فيصل سعيد الزيرة    | 27 ديسمبر 1992 |
| محمد حسن كمال الدين         | 27 ديسمبر 1992 |
| محمد حسن دواني              | 27 ديسمبر 1992 |
| محمد عبدالله المطوع         | 27 ديسمبر 1992 |
| محمد عبدالله المناعي        | 27 ديسمبر 1992 |
| محمد عبدالله ملا هرمس       | 27 ديسمبر 1992 |

## أدوار الانعقاد

### قائمة أدوار انعقاد مجلس الشورى 1992
| دور الانعقاد               | بداية الفترة  | نهاية الفترة |
| -------------------------- | ------------- | ------------ |
| دور الانعقاد العادي الأول  | 16 يناير 1993 | 30 مايو 1993 |
| دور الانعقاد العادي الثاني | 2 أكتوبر 1993 | 31 مايو 1994 |
| دور الانعقاد العادي الثالث | 1 أكتوبر 1994 | 30 مايو 1995 |
| دور الانعقاد العادي الرابع | 1 أكتوبر 1995 | 31 مايو 1996 |
| دور الانعقاد الغير عادي    | 4 يونيو 1996  | 4 يونيو 1996 |